# Tramea calverti
Tramea calverti är en trollsländeart som beskrevs av Richard Anthony Muttkowski 1910. Tramea calverti ingår i släktet Tramea och familjen segeltrollsländor. IUCN kategoriserar arten globalt som livskraftig. Inga underarter finns listade i Catalogue of Life.

## Bildgalleri

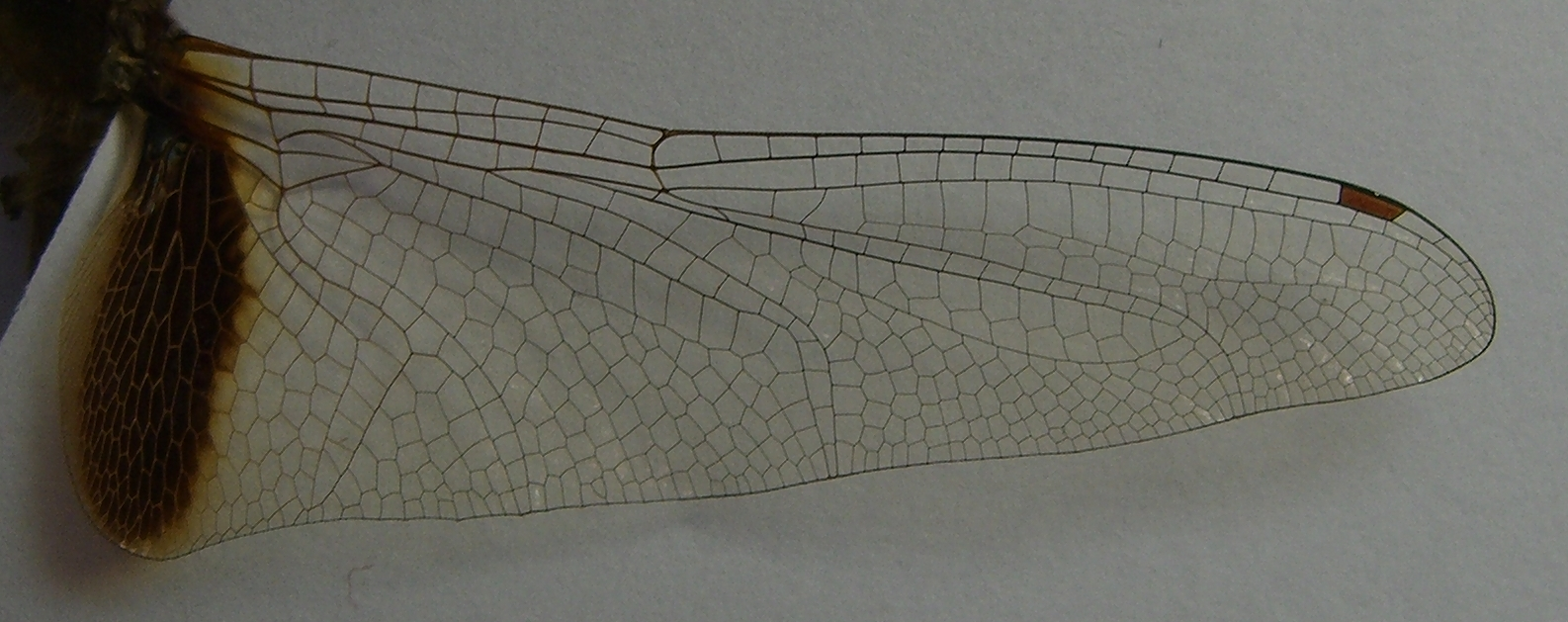
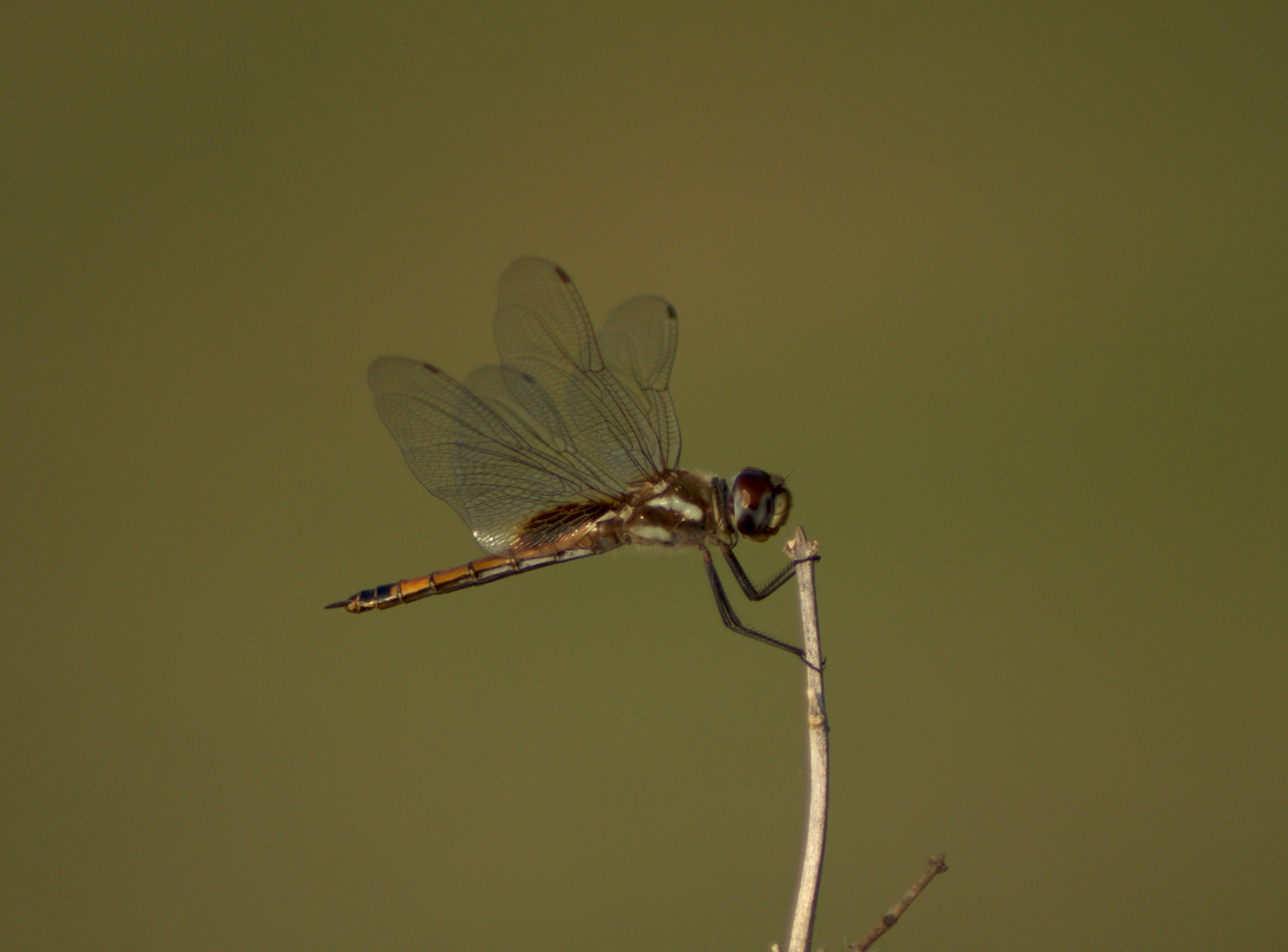